# Protocolo n.º 2 a la Convención Europea de Derechos Humanos

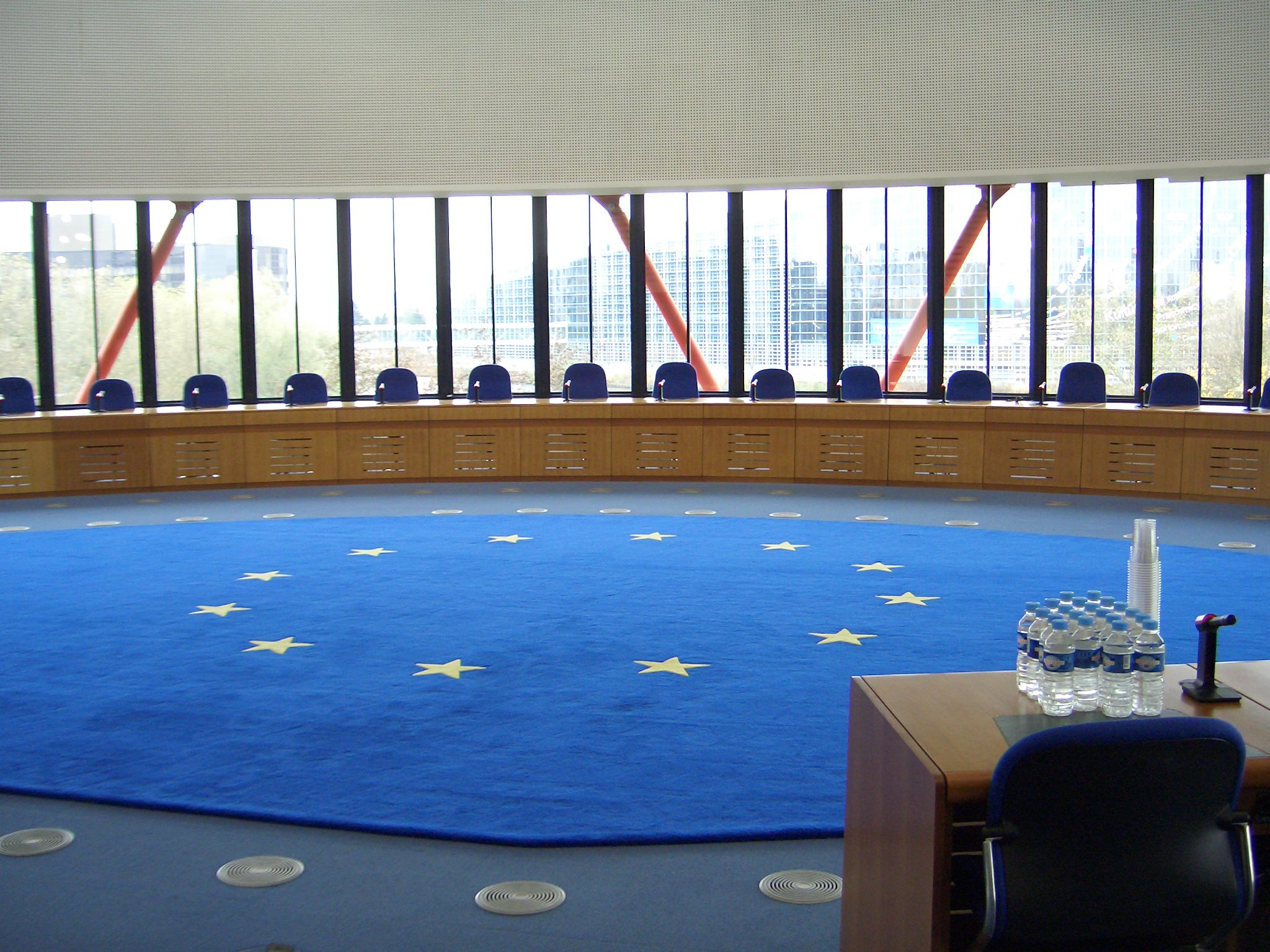
Sala de reuniones del Tribunal Europeo de Derechos Humanos

El Protocolo n.º 2 a la Convención Europea de Derechos Humanos es un protocolo adicional a la citada Convención o Convenio, elaborado en el ámbito del Consejo de Europa y abierto a todos los Estados miembros del Consejo que hayan ratificado la Convención. Fue aprobado el 6 de mayo de 1963 y entró en vigor el 21 de septiembre de 1970, tras ser ratificado por todos los Estados signatarios de la Convención.
El Protocolo n.º 2 tuvo por objeto posibilitar que el Tribunal Europeo de Derechos Humanos pudiese emitir opiniones consultivas acerca de cuestiones jurídicas relativas a la interpretación del Convenio y sus protocolos a requerimiento del Comité de Ministros del Consejo de Europa. Tales opiniones no podían tener relación con el contenido o la extensión de los derechos y libertades proclamados por el Convenio y sus protocolos.
El Protocolo n.º 2 es uno de los denominados protocolos de enmienda, pues tiene por fin modificar el texto del Convenio en lo relativo a los procedimientos de control de cumplimiento del mismo. Por tal motivo, tuvo que ser ratificado por todos los Estados signatarios de aquel para que pudiera entrar en vigor. Posteriormente, ha ido siendo ratificado por los sucesivos nuevos signatarios del Convenio. Su tramitación y entrada en vigor fue paralela a la del Protocolo n.º 3
Las disposiciones añadidas por el Protocolo n.º 2 fueron sustituidas por el Protocolo n.º 11, que efectuó una reforma en profundidad del Convenio. La materia regulada por el primero está ahora contenida en los artículos 31 b) y 47 a 49 del Convenio en su actual redacción revisada.